# تفسير السمعاني (كتاب)
تفسير السمعاني منصور بن محمد بن عبد الجبار بن أحمد بن محمد بن جعفر بن أحمد ابن عبد الجبار بن الفضل بن الربيع بن مسلم بن عبد الله التميمي الإمام الجليل العلم الزاهد الورع أحد أئمة الدنيا.
يعد تفسير أبي المظفر السمعاني من التفسير بالمأثور، يفسر فيه كلام الله بالقرآن والسنة وأقوال الصحابة والتابعين.
غير أنه يحسب عليه أنه ذكر الإسرائيليات في تفسيره وإن كانت قليلة ولم يتعرض كثيرا للأحكام الفقهية واعتمد على محمد بن الحسن بن محمد بن زياد وهو معروف برواية الأحاديث المنكرة وغير ذلك من المآخذ.

## التعريف بمصنف الكتاب السمعاني
منصور بن محمد بن عبد الجبار بن أحمد بن محمد بن جعفر بن أحمد ابن عبد الجبار بن الفضل بن الربيع بن مسلم بن عبد الله التميمي الإمام الجليل العلم الزاهد الورع أحد أئمة الدنيا، الرفيع القدر العظيم المحل المشهور، ولد في ذي الحجة سنة ست وعشرين وأربعمائة وسمع الحديث في صغره وكبره، صنف التفسير الحسن المليح الذي استحسنه كل من طالعه، وأملى المجالس في الحديث وتكلم على كل حديث بكلام مفيد وصنف التصانيف في الحديث... توفي يوم الجمعة ثالث عشرى ربيع الأول سنة تسع وثمانين وأربعمائة بمرو.

## منهج أبي المظفر السمعاني في تفسيره هو التفسير بالمأثور
يعد تفسير أبي المظفر السمعاني من التفسير بالمأثور، يفسر فيه كلام الله بالقرآن والسنة وأقوال الصحابة والتابعين، مثبتًا فيه عقيدة أهل السنة والجماعة، صابغًا عليه بصبغة ما يخدم الآية لتبيين المعاني: من ذكر القراءات، وأسباب النزول، مستشهدًا باللغة وكلام العرب عند تفسيره لبعض الآيات.

## أهمية تفسير السمعاني
أثنى على هذا التفسير جملة من العلماء، وقال عنه ابن خلكان :له تفسير القرآن العزيز، وهو كتاب نفيس، ووصفه ابن العماد الحنبلي: بأنه تفسير جيد حسن.